# Metro Style
Modern Style UI – interfejs użytkownika, który zadebiutował w Windows 8. Do uruchomienia wymagany jest ekran o rozdzielczości 1024 × 768 lub wyższej.

## Pisanie aplikacji
Do napisania aplikacji Modern UI można używać takich języków jak:
- HTML5
- JavaScript
- CSS3
- XAML z C++, C# lub Visual Basic.

Wymagane jest również środowisko Visual Studio 11 oraz system operacyjny Microsoft Windows 8